# Entosthodon papillosus
Entosthodon papillosus är en bladmossart som beskrevs av C. Müller 1882. Entosthodon papillosus ingår i släktet koppmossor, och familjen Funariaceae. Inga underarter finns listade i Catalogue of Life.